# Bix
Bix – wieś w Anglii, w hrabstwie Oxfordshire, w dystrykcie South Oxfordshire. Leży 30 km na południowy wschód od Oksfordu i 58 km na zachód od Londynu.